# Смарт-1
Смарт-1 (SMART-1, англ. Small Missions for Advanced Research in Technology) — перша автоматична станція Європейського космічного агентства для дослідження Місяця. Апарат створений на замовлення ЄКА Шведською космічною корпорацією за участю майже 30 субпідрядників із 11 європейських країн та США. Загальна вартість проекту становила 110 млн євро.

## Завдання польоту
SMART-1 — перший апарат у програмі «Small Missions for Advanced Research in Technology» — створювався насамперед як експериментальна АМС для відпрацювання перспективних технологій і насамперед електрореактивної рухової установки для майбутніх місій до Меркурія та Сонця. Випробування нових технологій вдало поєднуються з вирішенням наукових завдань — дослідженням Місяця. Раніше аналогічні науково-експериментальні АМС вже запускалися НАСА та JAXA: Deep Space 1 та Хаябуса відповідно.
1. 1 2  SMART-1 overview. www.esa.int (англ.). Процитовано 26 серпня 2024.